# One Ok Rock

Logotyp zespołu

ONE OK ROCK – japoński zespół rockowy. Zanim zostali wypromowani przez wytwórnię A-Sketch wydali niezależnie dwa minialbumy. Ogółem wypuścili na rynek osiem albumów oraz dziesięć singli. Piosenki są wykonywane w języku japońskim oraz angielskim.
Pierwszy koncert w Polsce odbył się 1 czerwca 2016 roku w Progresja Music Zone w Warszawie.
5 kwietnia 2009 roku jeden z członków zespołu – Alexander Onizawa został aresztowany i 15 maja 2009 roku oficjalnie ogłoszono jego odejście z zespołu.
Do 2016 roku nakład ze sprzedaży płyt zespołu w Japonii z oficjalnym certyfikatem stowarzyszenia Recording Industry Association of Japan wyniósł 1 milion 750 tysięcy egzemplarzy.

## Członkowie

### Obecni
- Taka (jap. 森田 貴寬 Moriuchi Takahiro; ur. 17 kwietnia 1988 w Tokio) – główny wokalista. Zanim zadebiutował z ONE OK ROCK należał do boysbandu NEWS. Jest synem piosenkarzy Shinichi Mori i Masako Mori, także starszym bratem Hiro Moriuchi (wokalisty My First Story).
- Tōru (jap. 山下 亨 Yamashita Tōru; ur. 7 grudnia 1988 w Osace) – gitara elektryczna i wokal. Jest liderem zespołu. Wcześniej, wraz z Ryotą, był członkiem hip-hopowej grupy Heads.
- Ryōta (jap. 小浜 良太 Kohama Ryōta; ur. 4 września 1989 w Osace) – gitara basowa. Wcześniej, wraz z Tōru, był członkiem hip-hopowej grupy Heads.
- Tomoya (jap. 神吉 智也 Kanki Tomoya; ur. 27 czerwca 1987 w Hyōgo) – perkusja

### Byli
- Alex (jap. 鬼澤アレクサンダー礼門 Onizawa Alexander Reimon; ur. 19 marca 1988 w San Francisco) – gitara elektryczna. Opuścił zespół w maju 2009 roku, po tym jak został aresztowany pod zarzutem molestowania.
- Yū Koyanagi (jap. 小柳友 Koyanagi Yū; ur. 29 sierpnia 1988 w Kioto) – perkusja. Opuścił zespół w czerwcu 2006 roku w pogoni za karierą aktorską.

## Historia

### 2005–2006: Utworzenie i początki zespołu
Założenie zespołu zainicjował Tōru Yamashita. Będąc uczniem liceum, zaproponował rozpoczęcie działalności swojemu przyjacielowi i współczłonkowi hip-hopowej grupy tanecznej Heads, Ryocie Kohama. Namówił go do nauki gry na gitarze basowej, następnie o dołączenie poprosił Alexa Onizawa, również ucznia ich szkoły. W tym czasie Taka Moruichi grał z innym zespołem o nazwie Chivalry of Music, jednakże nie był z tego zadowolony. Sytuację wykorzystał Tōru, przekonując go do dołączenia do One Ok Rock. Pomimo niepełnego składu zaczęli koncertować w Tokio i okolicach. Dopiero w 2007 r. dołączył do nich perkusista Tomoya Kanki, wcześniej nauczyciel na ESP Musical Academy.
Nazwa zespołu, One Ok Rock, pochodzi od godziny pierwszej w nocy („one o’clock”), kiedy to członkowie zwykli ćwiczyć w weekendy, ponieważ zapłata za wynajem sali była wtedy najmniejsza. Ponieważ w języku japońskim nie ma różnicy między „r” a „l”, zmienili wyraz „o’clock” na „o’crock” (lub „o’krock”), które następnie przeszło w „ok. rock”.

### 2007–2009: Debiutancki album i stary skład
Ich debiutancki singel, Naihi shinsho, zdobył 48. miejsce w rankingu singli Oricon i został sprzedany w 15 tys. kopiach. Ich drugi singel, Yume Yume, powtórzył ten sukces i zdobył miejsce 43. Następnie zespół wydał ich debiutancki album Zeitakubyō w 2007 roku i wyjechał na pierwszą trasę koncertową o nazwie Tokyo-Osaka-Nagoya Quattro Tour. W maju 2008 roku wydali swój drugi album – BEAM OF LIGHT. W wywiadzie dla magazynu Rockin’On Japan w czerwcu 2012 r. One Ok Rock stwierdzili, że nie zaliczają BEAM OF LIGHT do albumów, lecz uważają go za część dojrzewania jako zespół. Tworząc BEAM OF LIGHT nie byli w odpowiednim nastroju, ale czuli, że muszą go dokończyć dla dobra zespołu. Z tego powodu przez dłuższy czas nie grali żadnej z tych piosenek na żywo.
Planowali wydać dwa albumy w ciągu roku, więc stworzyli Kanjō Effect w listopadzie 2008 r. Zespół zdobył do tego momentu dużo doświadczenia i był w stanie nagrać coś poważniejszego. Zdecydowali się na zachodnie brzmienia, które uwielbiali. Doprowadziło to do niezgody wśród członków – Taka i Alex nie zgadzali się co do ostatecznego kształtu albumu.
9 kwietnia 2009 r. Alex został aresztowany pod zarzutem molestowania. Przyznał się do zarzutów i obie strony zawarły ugodę poza sądem. Wydarzenia te odbiły się na reszcie zespołu. Ryota chciał porzucić bas i zająć pozycję gitarzysty. Członkowie nie chcieli przyjmować nowej osoby. Następny utwór zespołu Around the World Shounen, którego wydanie planowane było na 6 maja, a także światowa trasa koncertowa zostały odwołane. Ogłoszono, że zespół będzie kontynuował działalność bez Alexa, który wrócił do Stanów Zjednoczonych. Jego miejsce zajął Tōru, a wszystkie piosenki zmieniono tak, by były grane przez jedną gitarę zamiast dwóch.

### 2010–2012: Nowy skład,Niche SyndromeiZankyo Reference
W nowym, czteroosobowym składzie, zespół wydał singel Kanzen kankaku Dreamer 3 lutego 2010 r. Uplasował się na 9. miejscu na liście singli Oricon. Następnie 9 czerwca wydali swój czwarty pełny album studyjny Niche Syndrome. Wyjechali w trasę This is my own judgement! po kraju, gdzie zagrali w Sendai, Osace, Nagoi, Fukuoce i Tokio. Zakończeniem trasy był występ w Nippon Budōkan w Tokio 28 listopada. Wydali również DVD z koncertu – This is My Budokan?! 16 stycznia 2011 r. Od 6 do 8 sierpnia One Ok Rock występowali na Rock in Japan Festival, Summer Sonic Festival, Rising Sun Rock, Monster Bash, Treasure05X, Mad Ollie, Countdown Japan 2010/2011 i Radio Crazy.
Zespół supportował Pay Money to My Pain na ich trasie STAY REAL w 2010 r., The Hiatus (trasa ANOMALY 2010) i TOTALFAT (trasa OVERDRIVE).
Ich następny singel Answer is Near wydano 16 lutego 2011 r. Trasa The Answer is Alive 2011 trwała od kwietnia do czerwca. Następnie 20 lipca na światło dzienne wyszedł ich kolejny singel Re:make/No Scared, który został wybrany na utwór przewodni gry Black Rock Shooter: The Game. Piąty album zespołu, Zankyō Reference, do sprzedaży trafił 5 października 2011 roku, po czym zespół wyjechał w trasę Zankyō Reference Tour. Zwieńczeniem jej był dwudniowy koncert w Yokohama Arena 21 i 22 stycznia 2012 r. Był to ich pierwszy koncert w tym prestiżowym miejscu. Bilety zostały wyprzedane w ilości 24 tysięcy egzemplarzy. Relacja z koncertu została wydana na DVD i Blu-rey.
Zespół zadeklarował ich pierwszą zagraniczną trasę w Korei Południowej, na Tajwanie i w Singapurze. Zagrali na głównej scenie na Rock in Japan Festival w towarzystwie Green Day, Franza Ferdinanda i Rihanny. Oprócz tego pojawili się na Oga Namahage Fesitval, Rising Sun Rock Festival i Sweet Love Shower 11.

### 2013–2014:Jinsei×Boku=i trasa światowa
Ich następny singel The Beginning, wybrany na przewodni utwór filmu Rurōni Kenshin, został wydany 22 sierpnia 2012 r., zdobywając miejsce 5. w rankingu Oricon. Później w 2013 r. The Beginning wygrał dwie nagrody – „Best Rock Video” na MTV Music Awards Japan 2013 i „Best your choice” na Space Shower Music Video Awards. Obecnie jest to najpopularniejszy utwór zespołu – na YouTube osiągnął ponad 100 milionów wyświetleń oraz został najczęściej oglądanym teledyskiem rockowym w Japonii.
Singel Deeper Deeper/Nothing Helps został wydany 9 stycznia 2013 r. i zdobył 2. miejsce na liście singli Oricon. „Nothing Helps” użyto w japońskiej wersji gry DmC: Devil May Cry, a „Deeper Deeper” w reklamie Suzuki Swift Sport w Japonii.
Ich szósty pełny album Jinsei×Boku= wydano 6 marca 2013 r. i on również osiągnął 2. miejsce w rankingu albumów Oricon.
W październiku 2013 r. zespół wyjechał na pierwszą trasę poza Azję i zagrali pięć koncertów w Europie. Cztery z nich zostały niemal natychmiast wyprzedane. W lutym 2014 r. odwiedzili Stany Zjednoczone, grając dwa koncerty w Nowym Jorku i Los Angeles, a później również w Filadelfii i Toronto w maju. Wystąpili na festiwalu Rock on the Range w Columbus, Ohio. W czerwcu i lipcu dołączyli do VANS WARPED TOUR 2014 i zagrali w osiemnastu miastach w Ameryce Północnej. 16 maja wydano film dokumentalny o ich trasie w Europie i Azji o nazwie „FOOL COOL ROCK” w reżyserii Hiroyuki Nakano. Przez cztery tygodnie grano go w kinach, później został wydany na DVD i Bly-ray.

### 2014–2015:35xxxv, trasa światowa i debiut w U.S
12 stycznia 2014 r. producent John Feldmann poinformował na Twitterze, że One Ok Rock zaczęli nagrywać ich nowy album. Pierwsza piosenka z albumu Mighty Long Fall to utwór przewodni kolejnego filmu Rurōni Kenshin: Densetsu no saigo-hen.
We wrześniu 2014 r. One Ok Rock zagrało dwudniowy koncert „Mighty Long Fall Live at Yokohama Stadium 2014” w Yokohama Stadium przed 60-tysięczną publicznością. Wykonali ponad 20 piosenek, w tym trzy nowe oraz cover A Thousand Miles Vanessy Cariton.
One Ok Rock ogłosili trasę w USA, Ameryce Południowej oraz w Europie pod koniec 2014 roku. Zagrali na Knotfest, w Japonii oraz Stanach, Chile, Argentynie, Brazylii, Peru i Meksyku, a później we Francji, Włoszech, Szwajcarii, Niemczech, Danii, Szwecji, Holandii, Belgii, UK i Rosji.
9 października zespół ogłosił, iż nowy album zostanie wydany w lutym 2015 r. 16 grudnia ujawnił również okładkę i nazwę albumu – 35xxxv.
W kwietniu 2015 r. znów grali w Stanach, później wrócili do Japonii na trasę promującą nowy album, mającą trwać od maja do września. W lipcu 2015 r. ogłoszono, iż zespół podpisał kontrakt z Warner Bros. Records i zaplanowano ponowne wydanie 35xxxv, tym razem z piosenkami w języku angielskim. Jesienią zagrali kilka koncertów w Ameryce Północnej. Grali również z All Time Low i Sleeping with Sirens.
17 października 2015 r. 35xxxv (Deluxe Edition) zadebiutował na 20. miejscu na Billboard’s Heatseekers Albums, a później dotarł na miejsce 17.
One Ok Rock planowało również wrócić do Japonii na trasę ONE THOUSAND MILES TOUR 2016 wraz z All Time Low i PVRIS.

### 2016: Promocja35xxxv (Deluxe Edition)
Na początku roku One Ok Rock promowało swój angielski album w Stanach Zjednoczonych, zaplanowano również kontynuację trasy w Europie.
11 marca 2016 roku zespół wydał nowy utwór „Always Coming Back”.
Podczas europejskiej trasy zagrali dziesięć koncertów – w Niemczech, Polsce, Belgii, Luksemburgu, Holandii, Francji i Wielkiej Brytanii. Zapowiedzieli również powrót do Europy po ukończeniu swojego nowego albumu, nad którym aktualnie pracują.

## Dyskografia

### Albumy
- Zeitakubyō (jap. ゼイタクビョウ) (2007)
- BEAM OF LIGHT (2008)
- Kanjō Effect (jap. 感情エフェクト Kanjō Efekuto) (2008)
- Niche Syndrome (jap. Nicheシンドローム Niche Shindorōmu) (2010)
- Zankyō Reference (jap. 残響リファレンス Zankyō Rifarensu) (2011)
- Jinsei×Boku= (jap. 人生×僕= Jinsei kakete Boku wa) (2013)
- 35xxxv (2015)
- 35xxxv (Deluxe Edition) (2015)
- Ambitions (2017)
- Eye of the Storm (2019)

### EP
- Do you know a Christmas？ (2005)
- ONE OK ROCK  (2006)
- Keep it Real (2006)

### Single
- Naihi shinsho (jap. 内秘心書) (25 kwietnia 2007)
- Yume Yume (jap. 努努-ゆめゆめ-) (25 lipca 2007)
- Et Cetera (jap. エトセトラ Eto Setora) (24 października 2007)
- Kanzen kankaku Dreamer (jap. 完全感覚Dreamer) (3 lutego 2010)
- Answer is Near (jap. アンサイズニア Ansa izu Nia) (16 lutego 2011)
- Re:make/NO SCARED (20 lipca 2011)
- The Beginning (22 sierpnia 2012)
- Deeper Deeper/Nothing Helps (9 stycznia 2013)
- Mighty Long Fall/Decision (30 lipca 2014)